# Carl Gustaf von Bildsten
Carl Gustaf von Bildsten, död den 15 januari 1720, var en svensk militär. Han var yngre bror till Christoffer Conrad och Eberhard Bildstein.
von Bildsten blev fänrik vid Åbo läns infanteriregemente 1695, löjtnant där 1696 och livdrabant 1703. Han rymde på grund av en duell 1707, men återkom som major vid bremiska adelsfanan 1712. von Bildsten tilldelades konfirmationsfullmakt 1715 och placerades vid Upplands femmänningskavalleriregemente 1717. Han befordrades till överstelöjtnant vid Björneborgs infanteriregemente 1719 och blev samtidigt tillförordnad regementschef där. von Bildsten begrovs i Maria kyrka i Stockholm.